# Fratelli Carli
Fratelli Carli (deutsch Geschwister Carli) ist ein italienisches Familienunternehmen; als ursprünglicher Produzent eines italienischen Olivenöls wird es vor allem mit dem Markennamen Olio Carli assoziiert.

## Unternehmensgeschichte

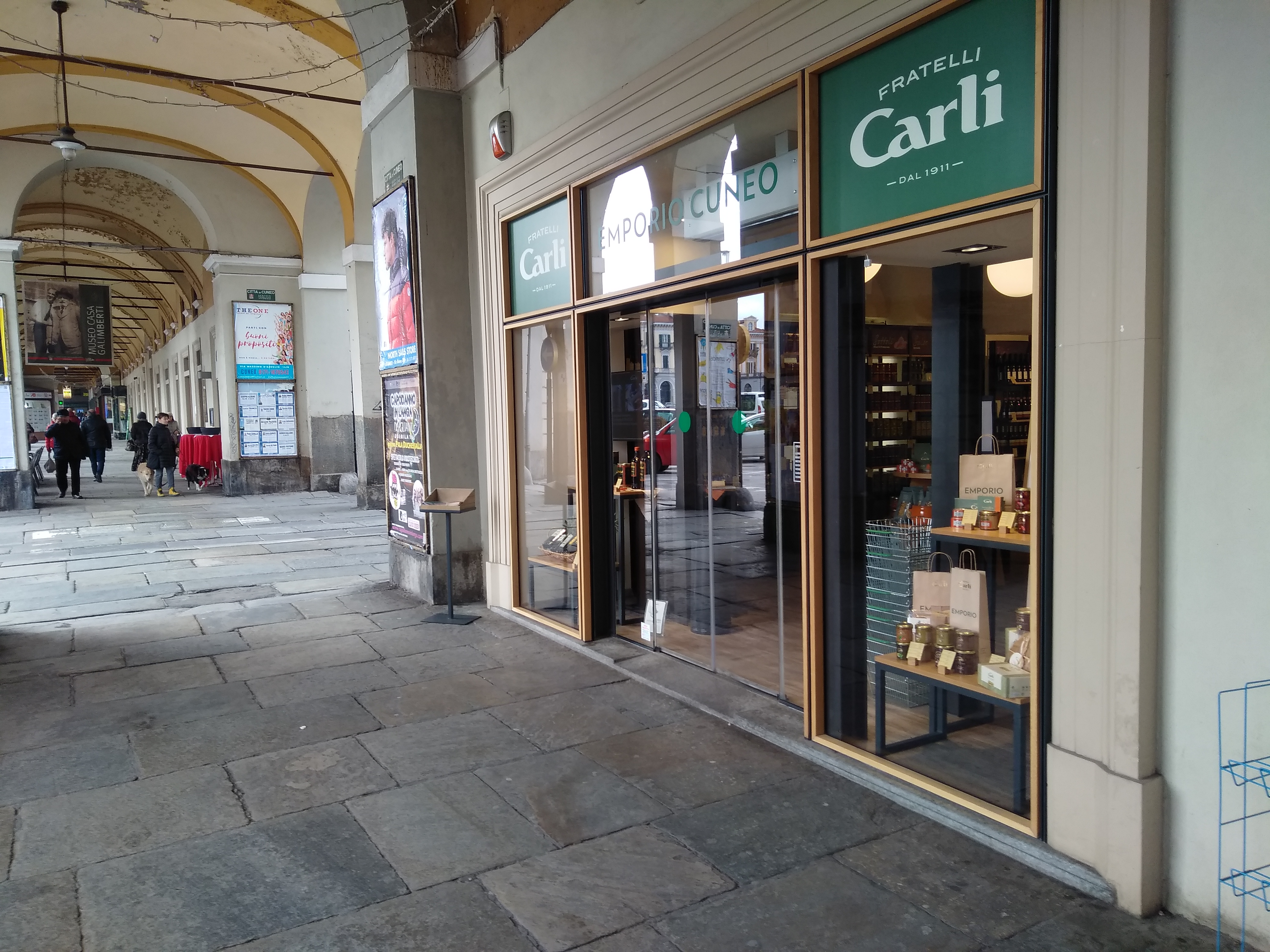
Fratelli-Carli-Geschäft in Cuneo

Im Jahr 1911 erlebten die Geschwister Carli, Besitzer einer Druckerei in Oneglia in der Provinz Imperia in Ligurien eine außergewöhnliche Olivenernte auf ihrem Landbesitz. Die Fülle an Oliven ließ bei einem der Brüder, Giovanni Carli, den Entschluss reifen, Olivenöl herzustellen und das zusätzlich anfallende Öl nicht nur in Lebensmittelläden zu verkaufen, sondern auch über Haustürgeschäfte zu vertreiben. Die Idee erwies sich langfristig als Erfolg; 1927 wurde Fratelli Carli Speiseöllieferant für den Vatikan und 1937 Hoflieferant des Hauses Savoyen. Im Jahr 1948 wurde die durch den Zweiten Weltkrieg zerstörte Fabrik wieder aufgebaut. 1997 wurde auf Initiative von Lucio Carli die Linea Mediterranea (deutsch: Mittelmeerlinie) herausgegeben, eine Produktabteilung für Kosmetika aus Olivenöl.

## Carli Olivenbaummuseum
In Oneglia errichtete die Familie Carli ein privates Multimedia-Museum, das die Nutzung von Olivenbäumen bzw. die Produktion von Olivenöl vom Altertum an nachzeichnet.